# El grillo del hogar
El grillo del hogar es una novela corta de Charles Dickens publicada por primera vez el 20 de diciembre de 1845 por Bradbury & Evans con ilustraciones de Daniel Maclise, John Leech, Richard Doyle, Clarkson Stanfield y Edwin Landseer. Dickens comenzó a escribir el libro a mediados de octubre de 1845 y lo terminó el 1 de diciembre. Como todos los libros navideños del autor, se publicó en formato libro, no por entregas. Dickens describió esta novela como «tranquila y doméstica (…) inocente y bonita». Se divide en capítulos llamados chirps (canto del grillo), de forma similar a los «cuartos» de Las campanas o las «estrofas» de Cuento de Navidad. Es el tercero de los cinco libros navideños de Dickens, precedido por Cuento de Navidad (1843) y Las campanas (1844), y seguido por La batalla de la vida (1846) y El hechizado (1848).

## Antecedentes
En julio de 1845, Dickens contemplaba publicar una revista que se centrara en temas del hogar con el título «El grillo», pero el plan no llegó a cuajar y él transformó su idea en un libro navideño en el que abandonó la crítica social, la actualidad y los tópicos en favor de la simple fantasía y un entorno doméstico para la redención de su héroe. 
El libro se publicó el 20 de diciembre de 1845 (en la portadilla se lee «1846») y se vendió rápidamente. Dickens leyó el cuento cuatro veces en público. Esta historia se ha dramatizado en numerosas lenguas y durante años fue más popular en escena que Cuento de Navidad. Esta obra es menos explícitamente cristiana que otros libros navideños de Dickens, y aunque se ha criticado su sentimentalismo, los lectores de la época se sintieron atraídos por su retrato del ideal victoriano de un hogar feliz.

## Argumento

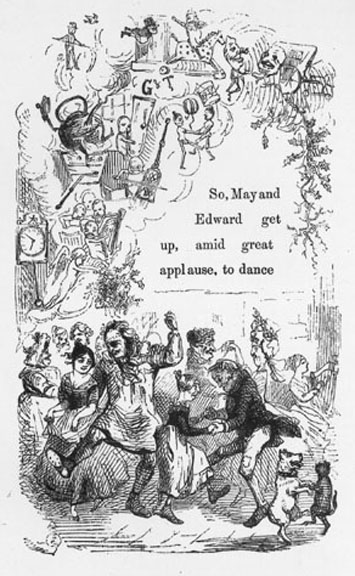
"La danza" por John Leech (1843) ilustración para El grillo de la casa.

John Peerybingle, un carretero, vive con su joven esposa Dot, su hijo y la niñera, Tilly Slowboy. Un grillo canta en el hogar y actúa como ángel guardián de la familia. Un día, un anciano misterioso les visita y se queda a vivir con los Peerybingle durante unos días.
La vida de la familia Peerybingle se cruza con la de Caleb Plummer, un juguetero pobre que trabaja para el avaro Mr. Tackleton. Caleb tiene una hija ciega llamada Bertha, y un hijo, Edward, que viajó a América del Sur y se le cree muerto.
El avaro Tackleton está a punto de casarse con la enamorada de Edward, May, pero ella no lo ama. Tackleton dice a John Peerybingle que su esposa Dot le engaña, y le muestra una escena clandestina en la que Dot besa al misterioso inquilino. Este, que va disfrazado, es en realidad un hombre mucho más joven de lo que parece. John ama a su mujer profundamente, y todo esto le rompe el corazón, pero después de reflexionar, decide liberar a su esposa de su contrato matrimonial.
Al final, el misterioso inquilino resulta ser Edward, que ha vuelto a casa disfrazado. Dot demuestra que siempre ha sido fiel a John. Edward se casa con May horas antes de que se celebre la boda de esta con Tackleton. El avaro queda cautivado por el ambiente festivo (de una forma que recuerda a Ebenezer Scrooge) y conmovido, entrega a May a su amor verdadero.

## Personajes
- John Peerybingle, Carretero. Un hombre torpe, lento y honesto
- Mary Peerybingle (Dot), esposa de John Peerybingle
- Caleb Plummer, juguetero pobre que trabaja para Tackleton
- Bertha Plummer, hija ciega de Caleb Plummer
- Edward Plummer, hijo de Caleb Plummer
- Tackleton (llamado «Gruff y Tackleton»), comerciante de juguetes adusto, sarcástico y de muy mal carácter
- May Fielding, amiga de la Sra. Peerybingle
- Sra. Fielding, madre de la anterior, una anciana pequeña, irritable y gruñona
- Tilly Slowboy, una joven muy patosa, niñera de los Peerybingle
- El bebé, hijo de Dot y John, que a lo largo de la obra es tratado como un objeto.

## Crítica y significado literario
El libro fue un éxito comercial, y rápidamente se publicó una segunda edición. Las críticas fueron favorables, pero no todas. En una columna anónima en The Times, el autor opinaba que «Debemos a la literatura la protesta contra esta última producción del Sr. Dickens (…) ¡Sombras de Fielding y Scott! ¿Es para esa jerga que hemos dado vuestro trono a alguien incapaz de estimar su eminencia?». Sin embargo, William Makepeace Thackeray disfrutó enormemente del libro: «A mí me parece que es un buen libro navideño, iluminado con más gas, relleno de más bombones, ciruelas francesas y dulzura (…) ¡Esta historia es tan poco real como lo es el apellido de Peerybingle!».
El retrato que hace Dickens de Bertha, la chica ciega, es significativo. Los victorianos creían que las discapacidades eran hereditarias, y por tanto no era socialmente aceptable que los ciegos se casaran (aunque en realidad, lo hacían a menudo). En los cortejos amorosos de ficción se utilizaban a menudo los ciegos para aumentar la tensión, ya que se suponía que había que mantenerlos alejados del matrimonio. El retrato ficticio de Berta es similar a la descripción que hace Dickens de Laura Bridgman en American Notes (1842). Bridgman era una joven sorda y ciega a quien conoció en una visita a Instituto Perkins para Ciegos de Boston.
Los estudiosos modernos han prestado poca atención a la historia, pero Andrew Sangers argumenta que contiene similitudes con comedias de Shakespeare y que debería considerarse «un indicio significativo de los gustos de la década de 1840 y también del propio Dickens».
Vladimir Lenin abandonó una representación de esta obra en Rusia, considerándola tan aburrida y azucarada que le enervaba. Este incidente se hubiera olvidado en nuestros días si George Orwell no lo hubiera mencionado en su ensayo sobre Dickens.

## Adaptaciones
La obra ha sido adaptada varias veces con éxito al teatro, el cine y la televisión. Es el caso de las adaptaciones de  Albert Richard Smith en 1845 y de Dion Boucicault en 1850.
La novela también ha servido de base a dos óperas: Das Heimchem am Herd de Károly Goldmark con libreto de A. M. Willner (1896) y también Il grillo del focolare de Riccardo Zandonai, con libreto de Cesare Hanau (1908).
Entre las adaptaciones al cine hay tres versiones americanas de cine mudo, dirigidas por D.W. Griffith (1909), L. Marston (1914) y Lorimer Johnston (1923). También se rodó una versión muda en Rusia, Sverchok na Pechi dirigida por Boris Sushkevich y Aleksandr Uralsky en  1915. y otra en Francia, Le Grillon du Foyer, dirigida y adaptada por Jean Manoussi en 1922.